# Casa Farnsworth
La Casa Farnsworth (in inglese Farnsworth House) è uno dei più celebri progetti dell'architetto Ludwig Mies van der Rohe. Progettata e costruita, tra il 1945 e il 1951, come casa per i weekend, con al centro il blocco dei servizi. È collocata in un contesto un tempo rurale, a 80 chilometri a ovest-sud-ovest di Chicago, nei pressi del fiume Fox, a sud della cittadina di Plano. La casa in vetro e acciaio fu commissionata dalla dr.ssa Edith Farnsworth, che desiderava un luogo dove poter godere della natura e dedicarsi ai suoi hobby. Mies creò una casa di 140 m² che è divenuta uno dei simboli del movimento moderno. L'edificio è stato designato come National Historic Landmark nel 2006.

## Storia
Ludwig Mies van der Rohe fu incaricato nel 1945 di realizzare un rifugio per i weekend, nel lotto affacciato sul fiume Fox, che Edith Farnsworth aveva acquistato da Robert McCormick. Mies sviluppò il progetto in tempo per inserirlo tra i lavori esposti in una personale al MoMA, nel 1947.

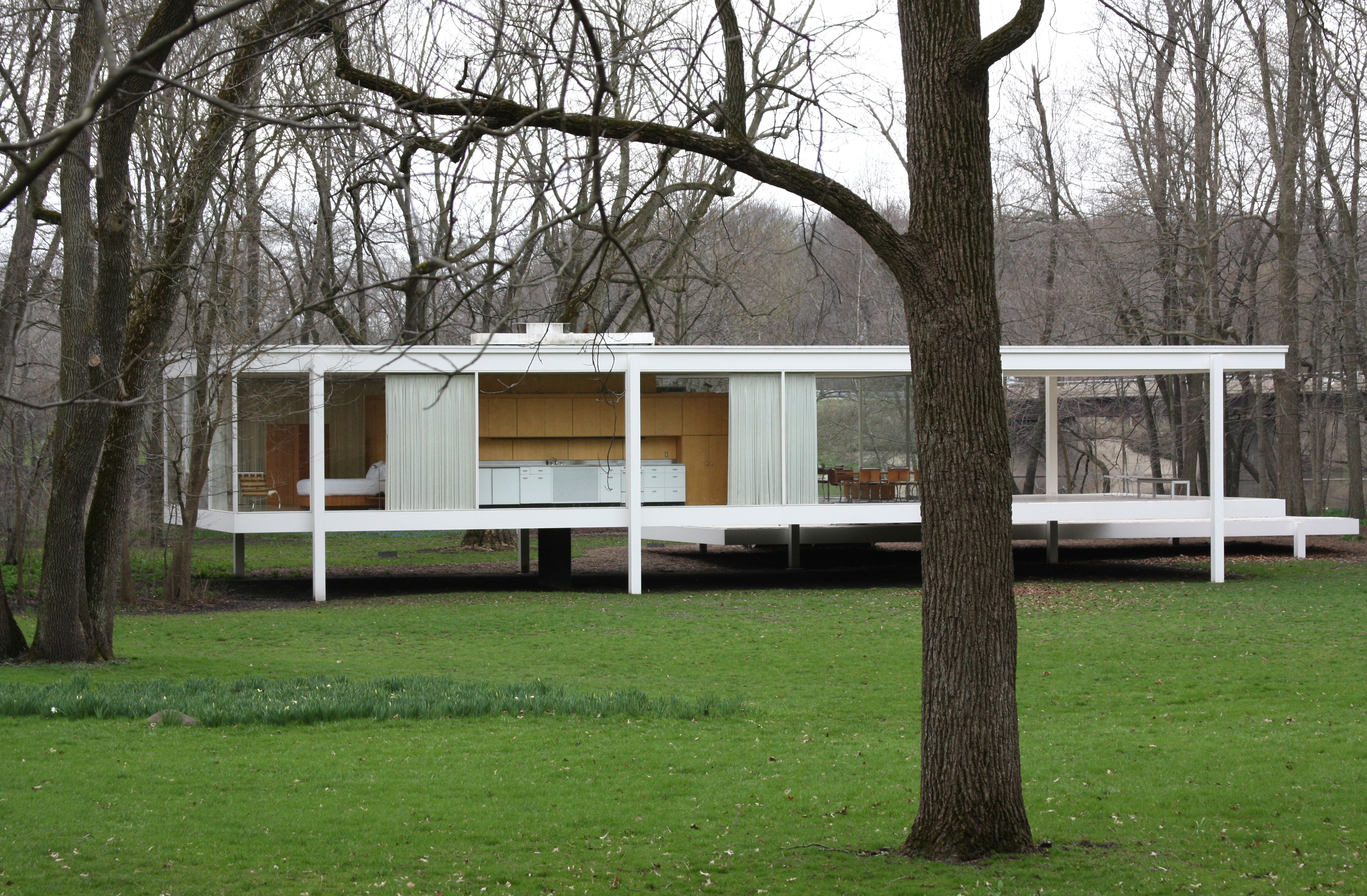
Visione posteriore della casa.

Il progetto, completo di ogni dettaglio, fu accantonato in attesa di un'eredità di una zia ammalata della committente. Mies attese alla costruzione sia come appaltatore che come architetto. I lavori di costruzione iniziarono nel 1950 e furono terminati nel 1951. La commessa aveva le caratteristiche ideali per un architetto, ma fu rovinata da una controversia pubblica, fra il committente e l'autore, iniziata a costruzione quasi ultimata. La casa costò 74.000 dollari del 1951, equivalenti a circa un milione di dollari del 2006, contro un preventivo di 58.400 dollari, con un onere aggiuntivo di oltre il 26% dovuto all'aumento dei prezzi dei materiali del dopoguerra e alla scarsità di mano d'opera per i massicci arruolamenti nella Guerra di Corea. Il mancato pagamento di $28,173 in costi di costruzione portò a una causa tra architetto e costruttore in prossimità della fine dei lavori. La proprietaria quindi avviò una contro-causa per danni dovuti a presunta negligenza. Gli avvocati di Mies provarono che Farnsworth aveva approvato il piano dei lavori e l'aumento del budget e la corte ordinò al proprietario di pagare i conti. Le accuse di negligenza mosse da Farnsworth furono archiviate come non comprovate. Il conflitto finì con un cantiere inconcluso ed un interno non ammobiliato. La costruzione di un guardaroba in tek e di una veranda di bronzo schermata furono completati secondo i disegni di Mies dall'ex impiegato William Dunlap e da un operaio che agiva da intermediario.
Edith continuò ad usare la casa come luogo di ritiro fine settimanale per i successivi 21 anni, spesso ospitando noti personaggi del mondo dell'architettura per mostrare i lavori dell'architetto di fama mondiale. Nel 1968, il dipartimento autostradale locale espropriò due acri di terreno confinante con la casa per la costruzione di un nuovo ponte sul fiume Fox per l'autostrada sopraelevata. Farnsworth fece causa per fermare il progetto ma perse la causa. Vendette la casa nel 1972 ritirandosi nella sua villa in Italia.
Nel 1972 Casa Farnsworth fu acquistata da Lord Peter Palumbo, magnate inglese delle proprietà, collezionista di arte e appassionato di architettura. Rimosse la schermatura di bronzo che chiudeva la veranda, aggiunse l'aria condizionata, diede ampio respiro all'architettura paesaggistica aggiungendo sculture di Andy Goldsworthy, Anthony Caro, e Richard Serra. Dopo aver posseduto la proprietà per 31 anni nel dicembre del 2003 Palumbo rimosse le opere d'arte e vendette la proprietà all'asta ad un gruppo di preservazionisti del luogo con il supporto del National Trust for Historic Preservation per una cifra di 7.5 milioni di dollari; il Landmarks Preservation Council of Illinois  organizza tour pubblici all'edificio. La casa è registrata nel Registro Nazionale ed è segnalata come Monumento Storico Nazionale dal Dipartimento dell'Interno degli Stati Uniti.
Nel mese di settembre del 2008 la casa fu allagata dalle piogge, per lo sfacelo provocato dall'Uragano Ike. L'acqua che ha raggiunto il livello di 1,5 m dal suolo ha sommerso il pavimento di quasi mezzo metro. Molti mobili si sono salvati per galleggiamento. La casa è stata chiusa alle visite pubbliche per restauri per tutto il 2008 ed ha riaperto nella primavera del 2009.

## Struttura
Le caratteristiche essenziali della casa sono immediatamente evidenti. L'uso di pareti vetrate apre l'interno verso l'ambiente circostante, limitando l'opacità alle sole partizioni orizzontali, due lastre, che racchiudono l'ambiente abitabile. I bordi delle lastre sono caratterizzati dall'uso di acciaio a vista, dipinto di bianco. La casa si trova a circa 1,5 metri da terra, sopraelevata mediante 8 pilastri (con il profilo ad H), anch'essi in acciaio bianco, collegati alla piastra del pavimento e a quella del soffitto. L'edificio sembra galleggiare senza peso sopra la superficie che occupa. Una terza piastra, leggermente ribassata rispetto al livello della casa, funge da collegamento tra il suolo e il piccolo portico antistante l'ingresso.
Mies applica qui il concetto di open space, un grande spazio non strutturato, ma disponibile ad adattarsi alle esigenze di più persone. Al centro della grande camera si trova il "nocciolo" dei servizi, due blocchi in legno contenenti un guardaroba, il bagno e la cucina. Lo spazio restante è caratterizzato dalla presenza di elementi mobili che suggeriscono una suddivisione spaziale non rigida.
L'architetto applicherà nuovamente questo concetto spaziale nelle sue opere successive, dalla Crown Hall dell'Illinois Institute of Technology fino alla Neue Nationalgalerie. Il concetto di stanza singola utilizzabile liberamente e flessibile, priva di ostacoli all'interno e racchiusa da una cortina vetrata retta da un esile apparato strutturale, è uno degli ideali architettonici che più caratterizzeranno la carriera americana di Mies van der Rohe. La Farnsworth House è molto significativa in quanto prima completa realizzazione di questo ideale, prototipo della sua visione di come dovrebbe essere l'architettura in un'era tecnologica.

## Architettura come un'espressione del Tempo
Casa Farnsworth affronta il rapporto tra l'individuo e la società. La filosofia progettuale di Mies è guidata dalla tecnologia dell'era moderna, dove il singolo individuo esiste come parte di una più grande volontà indipendente dal suo controllo. Ma Mies credeva che l'individuo può e deve esistere in armonia con la cultura del suo tempo. La sua carriera è stata una lunga e paziente ricerca per un'architettura che fosse il vero prodotto della sua epoca, oltre che una chiara manifestazione sul posto dell'individuo nella sua Era. Per l'architetto, la sua era è quella della produzione industriale di massa, una civiltà formatasi dalla forza del rapido sviluppo tecnologico. Mies ha voluto che l'architettura fosse lo strumento per aiutare la riconciliazione tra l'individuo e la nuova società.

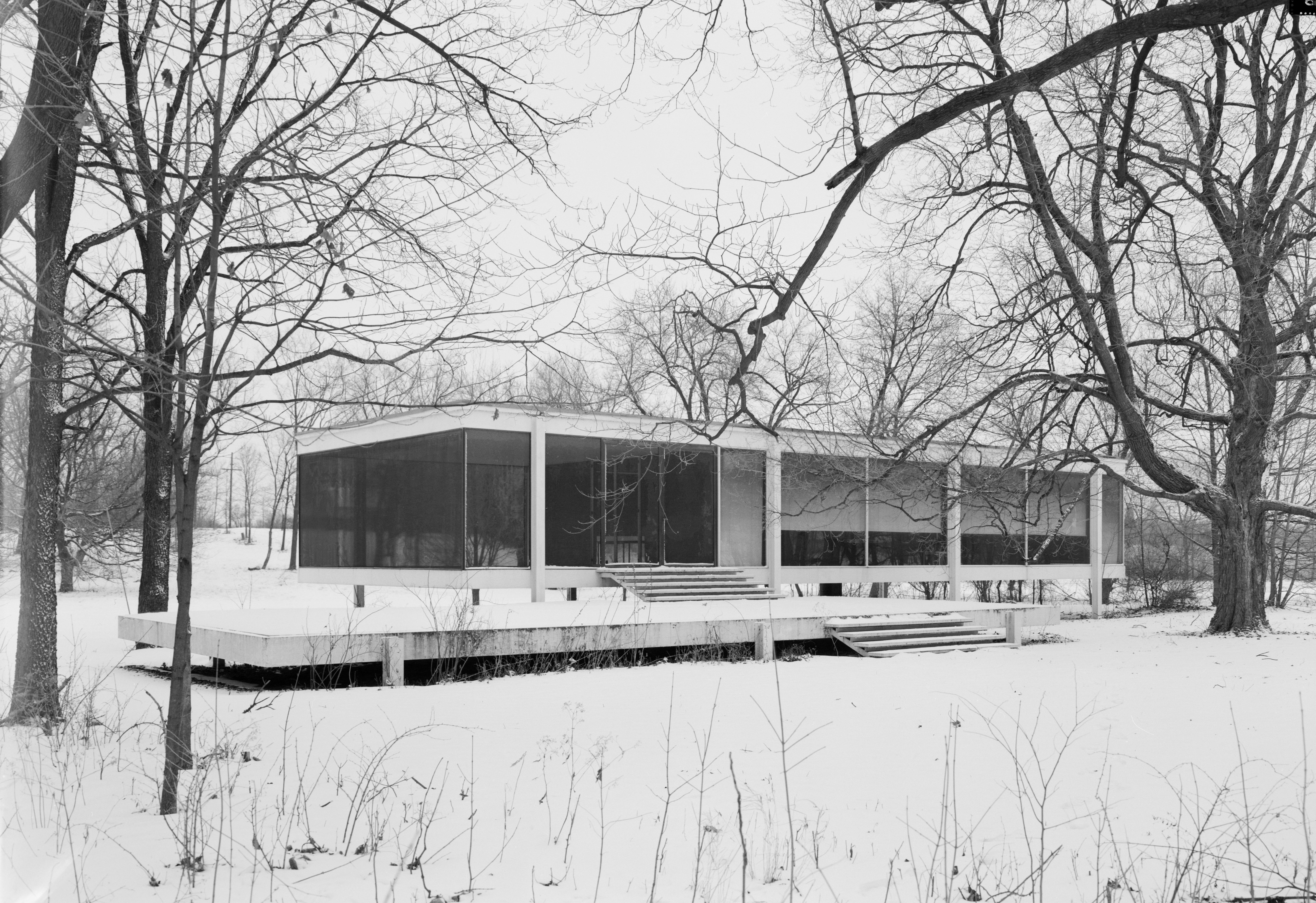
Un'altra immagine invernale della Casa (1971).

La sua risposta è che l'individuo deve accettare l'ordine come necessario per la sua esistenza, rendendo lo spazio aperto necessario allo spirito dell'individuo di fiorire. Progetta un edificio libero, con un open space con solo i servizi necessari per vivere. Non credeva nell'utilizzo dell'architettura come ordinatrice del comportamento umano nel sociale come altri modernisti, ma l'architettura deve rappresentare gli ideali e le aspirazioni. La sua progettazione in età matura è un'espressione della sua comprensione dell'epoca moderna. Progetta in maniera che il suo edificio sia flessibile e che non ostacoli lo sviluppo dell'individuo, pur con l'anonimato che contraddistingue la cultura moderna. I materiali dei suoi edifici, come l'acciaio e le lastre di vetro, sono la diretta espressione del carattere dell'era moderna, ma bisogna considerare anche i materiali nobili usati, come il travertino ed i legni esotici, che rappresentano il lusso dell'era moderna. Mies accetta i problemi della società industriale come dei fatti su cui riflettere, offrendo la sua visione idealizzata dove la tecnologia può fare il bello e può aiutare l'individuo. Suggerisce che gli aspetti negativi della tecnologia criticati alla fine del XIX secolo, come ad esempio da John Ruskin, possono risolversi con la creatività umana e mostra questa soluzione proprio nella Farnsworth house.
Ricollegare l'uomo alla natura è la più grande sfida di una società urbanizzata. Il sito rurale offerto a Mies è un'opportunità per relazionare direttamente la natura con l'uomo. Qui egli mette in evidenza il collegamento dell'individuo con la natura per mezzo di un riparo fatto dall'uomo.
(Ludwig Mies van der Rohe)
I muri di vetro e gli spazi interni aperti creano un'intensa connessione con l'ambiente esterno, mentre la struttura esterna con i vetri opachi riduce l'impatto dell'edificio al minimo. L'attenzione per il sito di progetto e l'integrazione con l'ambiente esterno rappresentano uno sforzo di impegno per sposare l'architettura con l'ambiente.
Mies concepisce l'edificio come uno spazio dentro-fuori, un rifugio architettonico simultaneamente indipendente ma che si intreccia con la natura. Mies decide di non costruire sulla parte alta della pianura, dove l'edificio sarebbe fuori pericolo dalle inondazioni, ma invece cerca la pericolosità intrinseca nella natura, costruendo direttamente sulla piana alluvionale vicino agli argini del fiume. Lo spazio chiuso e il portico sono elevati 1,5 metri, che è poco più dell'altezza di inondazione massima registrata negli ultimi 100 anni.
Fino ad oggi solo nel 1956 e nel 1996 le inondazioni sono arrivate al livello di calpestio della parte interna, causando significativi danni agli arredi, ai legni ed ai vetri. Il sito ha recentemente rischiato altre inondazioni, che hanno portato i proprietari ad intervenire preventivamente.
La casa ha sicuramente una personalità indipendente, che evoca un rapporto di connessione con la terra. I livelli della casa rievocano i diversi livelli del sito, come una sorta di rima poetica dell'architettura, non diversa dai balconi orizzontali e le rocce fatte da Wright nella sua Fallingwater. La casa è in una zona ombrosa e fredda all'interno sotto un imponente acero. Come Mies spesso fece, l'entrata è collocata dal lato del solo, di fronte al fiume invece che verso la strada, che fa girare i visitatori dietro l'angolo, rivelando loro diverse viste della casa e del sito, mentre lentamente si dirigono verso la porta di ingresso. La casa è orientata in parallelo al flusso del fiume e la piattaforma minore è in relazione con la maggiore. Lo spazio esterno della piattaforma maggiore è un'estensione dello spazio interno, assieme al portico e al terrazzo aperto. Tutte le relazioni che ha con la natura rimangono distinte perché le semplici geometrie della struttura sono evidenti fatture umane, come la scelta del colore, il bianco, un colore puro.

## Critica
L'edificio ricevette grandi elogi da parte delle riviste architettoniche, con il risultato di attirare sciami di visitatori indesiderati che volevano rimirare il capolavoro di Mies. Tuttavia, a seguito dell'azione legale indetta da Edith Farnsworth, la casa divenne un simbolo dei conflitti sociali caratterizzanti l'era McCarthy. L'abitazione fu oggetto di critiche da parte delle riviste anti-moderniste, che arrivarono perfino ad additarla come tentativo comunista di soppiantare l'abitazione tradizionale americana. Anche Frank Lloyd Wright denunciò la casa, insieme con il Bauhaus e tutto l'International Style, come anti-americani.
I punti principali delle critiche vertevano sulle grandi pareti vetrate, il tetto piano e la mancanza di calore rispetto agli edifici tradizionali. Nonostante ciò, la casa Farnsworth è stata acclamata come uno dei capolavori del Movimento Moderno, e Mies ha ricevuto la Medal of Freedom dal presidente statunitense per il suo contributo all'architettura. Philip Johnson vi ha tratto ispirazione per realizzare la sua Glass House nel 1947 e nel XXI secolo, i critici di architettura Paul Goldberger e Blair Kamin, vincitori del Premio Pulitzer, hanno dichiarato la casa uno dei capolavori dell'architettura del XX secolo.